# شهرستان لویس (ویرجینیای غربی)
شهرستان لویس، ویرجینیای غربی (به انگلیسی: Lewis County, West Virginia) یک سکونتگاه مسکونی در ایالات متحده آمریکا است که در ویرجینیای غربی واقع شده‌است.

## خصوصیات
شهرستان لویس ۱٬۰۱۰٫۱ کیلومترمربع مساحت دارد.